# Yihai Kerry Arawana Holdings
Yihai Kerry Arawana Holdings Company Limited — китайская пищевая корпорация, крупнейший в стране производитель бутилированных растительных масел (главным образом соевого, кукурузного, кунжутного, рапсового и смешанного), а также растительных жиров (масло какао, маргарин), животных жиров (сало, сливочное масло), сухого соевого молока, арахисового порошка, кукурузной, пшеничной и соевой муки, рисовых отрубей, рапсового шрота и рисовой лапши. 
Основана в 1988 году малайзийской семьёй Куок, штаб-квартира расположена в Шанхае. Компания выпускает свою продукцию под брендами Arawana, Olivoila, Wonder Farm, Orchid, Neptune, Fengyuan, Golden Delicious, Jiejin 100 и Reyland.  

## История
В 1988 году в Шэньчжэне началось строительство первого масложирового завода, который лёг в основу будущей компании Yihai Kerry. В 1991 году была основана группа Wilmar и началось производство бутилированного масла под маркой Arawana. В 1992 году в Шэньчжэне начал работу первый мукомольный завод компании, а в 1994 году — первый завод по измельчению масличных семян. 
В 2000 году малайзийский миллиардер Роберт Куок (совладелец Wilmar International, PPB Group, Shangri-La Hotels and Resorts, Kerry Properties, Kerry Logistics) и его племянник Куок Хунь Хун на основе своих китайских зерновых и масличных активов основали Yihai Group. В 2004 году в Шанхае начал работу первый олеохимический завод компании.
В 2007 году китайские активы были реорганизованы в Yihai Kerry Group. В 2009 году компания основала научно-исследовательский центр, который специализируется на зерновых и масле. В 2018 году Yihai Kerry Arawana построила новую штаб-квартиру в шанхайском районе Пудун, а в 2020 году её акции стали котироваться на Шэньчжэньской фондовой бирже.

## Деятельность

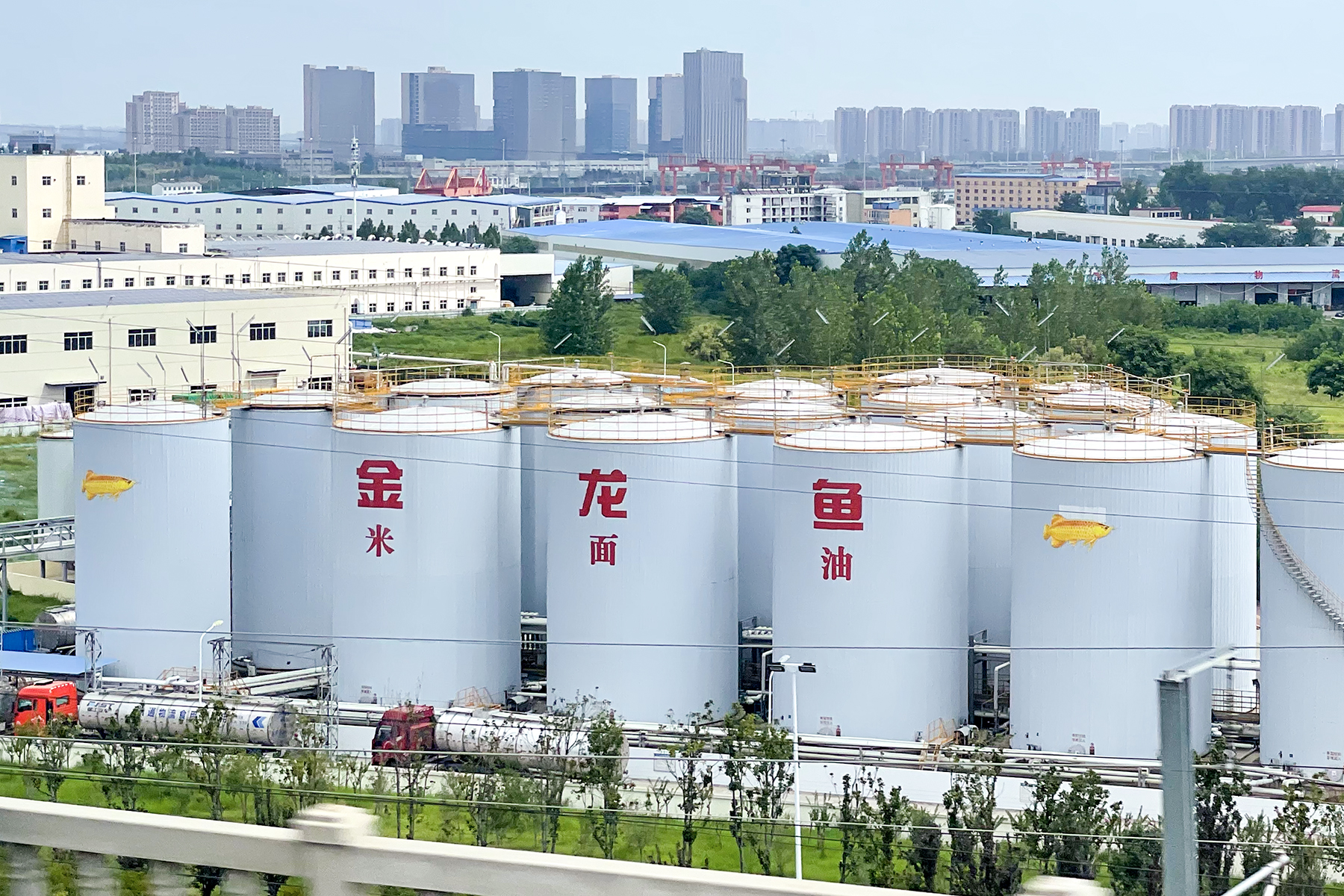
Пищевая фабрика в Чжэнчжоу

По состоянию на конец 2021 года Yihai Kerry имела элеваторы и заводы в 70 городах Китая, которые перерабатывали кукурузу, пшеницу, сою, арахис, рис и гречиху, измельчали масличные культуры, рафинировали пищевые масла, производили муку, крупы, шоколад, спирты, уксус, крахмал, ванилин, дрожжи, протеиновые комбикорма, специальные жиры и олеохимическую продукцию.
В Китае Yihai Kerry имеет несколько совместных предприятий с компаниями Kellogg (США), AB Mauri (Великобритания), Clariant (Швейцария) и Sasol Limited (ЮАР). 

### География

#### Восточный Китай
- Шанхай — Yihai Kerry (Shanghai) Chocolate, Shanghai Kerry Oil & Grains Industrial, Shanghai Kerry Food Industries, Kerry Speciality Fats (Shanghai), Wilmar Lubricating Materials Technologies (Shanghai), Wilmar Emulsified Materials Technologies (Shanghai), Wilmar Biotechnology (Shanghai), Wilmar Oleochemicals (Shanghai).
- Куньшань — Yihai Kerry (Kunshan) Foodstuffs Industries, Yihai Kerry (Kunshan) Foodstuffs Technologies, Yihai Kerry (Kunshan) Foodstuffs, Yihai Kerry Kellogg Foods (Kunshan), Kunshan Yijia Logistics Grains Industries.
- Чжанцзяган — Yijiang (Zhangjiagang) Oils & Grains Industries.
- Тайчжоу — Yihai Kerry Zhonghong (Taizhou) Biotechnology, Yihai (Taizhou) Oils & Grains Industries, Wuan Chuang Arawana (Taizhou) Foodstuffs Industries, Wilmar (Jiangsu) Biotechnology, Wilmar Yuangda Biotechnology (Taixing).
- Яньчэн — Yihai (Yancheng) Oils & Grains Industries.
- Ляньюньган — Yihai Kerry (Lianyungang) Biotechnology, Yihai (Lianyungang) Oils & Grains Industries, Yihai (Lianyungang) Speciality Fats Industries, Fenghai (Lianyungang) Rice Biotechnology, Jinqiao Wilmar Chlor-Alkali (Lianyungang), Clariant Wilmar Aliphatic Amines (Lianyungang), Wilmar Yuanda (Lianyungang) Biotechnology, Wilmar Alcohol Industries (Lianyungang), Wilmar High Polymer Material (Lianyungang), Wilmar Oleochemicals (Lianyungang), Wilmar Surfactant Material (Lianyungang), Lianyungang Huanhai Chemical Industries.
- Циндао — Qingdao Kerry Peanut Oil, Kerry Oils & Grains (Qingdao).
- Яньтай — Yihai (Yantai) Oils & Grains Industries.
- Дэчжоу — Yihai Kerry (Dezhou) Oils & Grains Industries.
- Тайань — Yihai Kerry (Tai'an) Oils & Fats Industries.
- Яньчжоу — Yihai Kerry (Jining) Oils, Grains & Foodstuffs, Yihai Kerry (Yanzhou) Oils & Grains Industries.
- Уху — Yihai Kerry (Anhui) Foodstuffs Industries, Yihai Kerry (Anhui) Oils & Grains Industries.
- Ханчжоу — Zhejiang Yihai Kerry Foodstuffs Industries, Yihai Kerry WKitchen (Hangzhou) Foodstuffs.
- Вэньчжоу — Yihai Kerry (Wenzhou) Oils, Grains & Foodstuffs.
- Цюаньчжоу — Quanzhou Fortune Sea Oils & Grain Industries, Yihai Kerry (Quanzhou) Oils, Grains & Foodstuffs Industries.
- Сямынь — Xiamen Zhong Lu Vegetable Oils.
- Лэпин — Jiangxi Yile Zhongrun Bleaching Clay Technology.
- Наньчан — Yihai Kerry (Nanchang) Oils, Grains & Foodstuffs.
- Ичунь — Yichun Yuanda Biological Engineering.

#### Южный Китай
- Гуанчжоу — Yihai (Guangzhou) Oils & Grains Industries, Yihai Kerry (Guangzhou) Oils, Grains & Foodstuffs Industries.
- Дунгуань — Dongguan Yihai Kerry Biotechnology, Dongguan Yihai Kerry Oils, Grains & Foodstuffs Industries, Dongguan Yihai Kerry Starch, Dongguan Fuzhiyuan Feedstuff Protein Development, Wilmar Oleochemical (Dongguan), AB Mauri Foods (Dongguan).
- Хойчжоу — Huizhou Altech Packaging.
- Шэньчжэнь — Southseas Oils & Fats Industrial (Chiwan), Shenzhen Southseas Grains Industries, Shenzhen Nantian Oilmills.
- Маомин — Yihai Kerry (Maoming) Oils & Grains Industries, Yihai Kerry (Maoming) Foodstuffs Industries.
- Гуйган — Yihai Kerry (Guigang) Oils, Grains & Foodstuffs.
- Фанчэнган — Yihai Kerry (Fangchenggang) Biotechnology, Kerry Oils & Grains (Fangchenggang), Yihai (Fangchenggang) Soybeans Industries, Great Ocean Oil & Grain Industries (Fangchenggang).

#### Центральный Китай
- Юэян — Yihai Kerry (Yueyang) Oils & Grains Industries.
- Ухань — Yihai Kerry (Wuhan) Oils & Grains Industries.
- Чжоукоу — Yihai (Zhoukou) Oils & Grains Industries, Yihai (Zhoukou) Wheat Industries.
- Чжэнчжоу — Yihai Kerry (Zhengzhou) Foodstuffs Industries.
- Аньян — Yihai Kerry (Anyang) Foodstuffs Industries.

#### Северный Китай
- Цзиньчжун — Shanxi Liangfen Arawana Vinegar.
- Тайюань — Yihai Kerry (Taiyuan) Oils, Grains & Foodstuffs Industries.
- Шицзячжуан — Yihai Kerry (Shijiazhuang) Buckwheat Products, Yihai (Shijiazhuang) Oils & Grains Industries.
- Бачжоу — Yihai Kerry (Bazhou) Foodstuffs Industries.
- Тяньцзинь — Kerry Oils & Grains (Tianjin), Yihai Kerry Foodstuffs Industries (Tianjin), Wilmar Oleochemicals (Tianjin).
- Пекин — Yihai Kerry (Beijing) Oils, Grains & Foodstuffs Industries.
- Чжанцзякоу — Yihai Kerry (Zhangjiakou) Oils, Grains & Foodstuffs Industries.
- Циньхуандао — Yihai Kerry (Qinhuangdao) Vegetable Protein Technologies, Qinhuangdao Gold Delicious Food Industries, Qinhuangdao Golden Sea Grain and Oil Industry, Qinhuangdao Golden Sea Foodstuff Industries, Qinhuangdao Golden Sea Speciality Oils & Fats Industries.

#### Северо-Восточный Китай
- Инкоу — Kerry Oils & Grains (Yingkou).
- Паньцзинь — Yihai Kerry (Panjin) Oils & Grains Industries, Yihai Kerry (Panjin) Foodstuffs Industries, Yihai Kerry (Panjin) Bio-cogeneration, Wilmar (Panjin) Vanilin, Wilmar (Panjin) New Energy Cogeneration, Fenghai (Panjin) Rice Biotechnology.
- Шэньян — Yihai Kerry (Shenyang) Oils, Grains & Foodstuffs Industries.
- Кайюань — Yihai Kerry (Kaiyuan) Oils, Grains & Foodstuffs Industries, Liaoning Yihai Kerry Starch Technology.
- Цзилинь — Yihai Kerry (Jilin) Oils, Grains & Foodstuffs Industries.
- Байчэн — Yihai Kerry (Baicheng) Oils, Grains & Foodstuffs Industries.
- Хинган — Jalaid Banner Hol Wilmar Agriculture Development, Inner Mongolia Hol Wilmar Agriculture.
- Цицикар — Yihai Kerry (Fuyu) Biotechnology, Yihai Kerry (Fuyu) Oils, Grains& Foodstuffs Industries, AB Mauri Yihai Kerry (Fuyu) Yeast Technology.
- Харбин — Yihai Kerry (Harbin) Oils, Grains & Foodstuffs Industries.
- Цзямусы — Yihai (Jiamusi) Oils & Grains Industries, Yihai (Jiamusi) Bio-cogeneration, Wilmar (Jiamusi) Foodstuffs Industries.
- Фуцзинь — Yihai (Fujin) Oils & Grains Industries.
- Мишань — Yihai Kerry (Mishan) Oils and Grains Industries.

#### Западный Китай
- Куньмин — Yihai Kerry (Kunming) Foodstuffs Industries.
- Чунцин — Yihai Kerry (Chongqing) Oils & Grains, WKitchen (Chongqing) Foodstuffs.
- Чэнду — Yihai Kerry (Chengdu) Grains Industries, Kerry Oils & Grains (Sichuan).
- Гуанхань — Yihai (Guanghan) Cereal and Oil Feedstuff.
- Синпин — Yihai Kerry (Xingping) Foodstuffs Industries, WKitchen (Xingping) Foodstuffs.
- Чанцзи — Yihai (Changji) Oils & Grains Industries.

### Услуги
Подразделения Yihai Kerry Arawana Holdings занимаются оптовыми закупками и хранением зерновых, бобовых и масличных культур, а также овощей и фруктов (кукуруза, пшеница, соя, арахис, рис, гречиха, кунжут, рапс, картофель, сахарная свёкла, перец чили); управляют логистикой сырья и готовой продукции (морские, железнодорожные и автомобильные перевозки, масляные и зерновые терминалы, сеть логистических парков и складов); занимаются маркетингом и дистрибуцией готовой продукции.

### Научные исследования
- Научно-исследовательский центр (Шанхай)[13]

## Продукция
Yihai Kerry Arawana Holdings выпускает несколько групп продукции:
- Расфасованное масло под брендами Arawana, Olivoila, Orchid, Wonder Farm, Neptune, Koufu, Golden Carp и Guweiduo (соевое, кукурузное, арахисовое, кунжутное, рапсовое, пальмовое, рисовое и смешанное)[15][16].
- Расфасованные вкусовые добавки, приправы и специи под брендами Arawana, Wuan Chuang, Liangfen, Wonder Farm, Neptune, Huanyan, Chuzhen и Jinyuanbao (соевый соус, уксус, перцовое масло, кунжутная паста и кунжутные семена)[17].
- Расфасованный рис под брендами Arawana, Xiang Na Lan, Wonder Farm, Gold Ingots, Neptune и Golden Carp[18].
- Расфасованная пшеничная мука и лапша под брендами Arawana, Wonder Farm, Gold Ingots, Blue Key, Neptune, Purple Orchid, Double Ring и Fengyuan[19].
- Расфасованные полуфабрикаты, школьные обеды и функциональные пищевые продукты под брендом WKitchen[20].
- Ингредиенты для домашней выпечки, хлебопекарной, кондитерской, молочной и пивной промышленности под брендами Golden Delicious, Golden Oriole, Silver Oriole, Hua Qi, Golden Mountain, Flower Drum, Blue Key, Big Eight, Miaoly, Arawana, Sania и Morecoa (масла, жиры, лецитины, премиксы, мука, рисовый порошок, крупы, крахмал, соевое молоко, шоколад, сиропы, растительные белки и витамины, пищевой глицерин, пищевые спирты)[21][22].
- Комбикорма и пищевые добавки для животных под брендами Fengyuan и Megalac (продукты из сои, риса, пшеницы, кукурузы, семян рапса и хлопка)[23].
- Биотопливо и продукты олеохимии под брендом Reyland (жирные кислоты, мыло, глицерин, полиамидная смола, димерная кислота, натуральный витамин E, растительные фитостерины, бумажные химикаты, эпихлоргидрин, себациновая кислота, натуральные жирные спирты, жирные амины, метиловые эфиры жирных кислот)[24].
- Упаковочные материалы (пластиковые крышки, ручки и бутылки для масел под брендом Altech Packaging)[25].